# Mickaël Madar
Mickaël Madar (* 8. května 1968 Paříž) je bývalý francouzský fotbalista židovského původu. Reprezentoval Francii v letech 1995–1996, sehrál za ni 3 zápasy a vstřelil jeden gól (v přátelském utkání s Arménií v roce 1996). Získal s francouzskou reprezentací bronzovou medaili na mistrovství Evropy 1996. Hrál na prvoligové úrovni za FC Sochaux (1986-1992), AS Cannes (1992-1994), AS Monaco (1994-1996), Deportivo de La Coruña (1996-1998), Everton (1998-1999) a Paris Saint-Germain (1999-2001). V letech 2015-2016 byl trenérem AS Cannes.